# Markie Post
Pour les articles homonymes, voir Post.
Markie Post, nom de scène de Marjorie Armstrong Post, née le 4 novembre 1950 à Palo Alto (Californie) et morte le 7 août 2021 à Los Angeles (Californie), est une actrice de séries, de films télévisés et de cinéma américain.

## Biographie
Markie Post est la fille de Richard F. Post, un scientifique, et de Marylee Post, une poétesse. Elle grandit à Walnut Creek. Elle épouse Stephen Knox dont elle divorce plus tard. Elle se marie ensuite avec l'écrivain Michael Ross, avec qui elle a deux enfants Kate et Daisy.
L’actrice a été révélée au grand public dans les années 1980 dans les séries L'Homme qui tombe à pic (1981-1986). Dans cette série télévisée, elle incarnait Terri, une amie du héros Colt Seavers. On la retrouve également dans Night Court (Tribunal de nuit en français, 1984-1992) où elle jouait le rôle de l’avocate Christine Sullivan. On a pu la voir dans la série Netflix Santa Clarita Diet avec Drew Barrymore en 2018.
Après 4 ans de lutte contre le cancer, son décès est officialisé par son agent Ellen Lubin Sanitsky.

## Filmographie
La filmographie de Markie Post, comprend les films et séries suivants, :

### Cinéma
- 1998 : Mary à tout prix
- 2014 : Muffin Top: A Love Story (en)
- 2017 : Camp Cool Kids
- 2017 : Sweet Sweet Summertime

### Vidéo
- 1998 : Behind the Zipper with Magda (court métrage vidéo)

### Télévision
- 2017 : « Santa Clarita Diet » (Becky)
- 2019 : Noël Actually : Tay (Tara dans la VF)

- 2014-2017 : Chicago Police Department : Barbara "Bunny" Fletcher, la mère d'Erin Lindsay (saisons 2 à 4)
- 2017 : The Joneses Unplugged (film télé)
- 2014-2015: Rack and Ruin (téléfilm)
- 2013 : Autant en emporte Noel (téléfilm - titre original : Christmas on the Bayou)
- 2013 : Back in the Game (série télévisée)
- 2010-2013 : Transformers: Prime (série télévisée)
- 2011 : Man Up (série télévisée)
- 2010 : Mon ex-futur mari (téléfilm - titre original : Backyard Wedding)
- 2008 : 30 Rock (série télévisée)
- 2007 : Un fiancé pour Noël (téléfilm)
- 2007 : Cook-Off!
- 2006 : Ghost Whisperer (série télévisée)
- 2002-2006 : Scrubs (série télévisée)
- 2003-2004 : Washington Police (série télévisée)
- 2001 : Electra Woman and Dyna Girl (court-métrage télé)
- 2001 : Late Boomers (téléfilm)
- 2001 : Le gendre idéal (en) (téléfilm)
- 2000 : Destins croisés (série télévisée)
- 1999-2000 : Merci les filles (série télévisée)
- 1998 : Je t'ai trop attendue (téléfilm)
- 1997 : Dans l'enfer du froid (téléfilm - titre original : Survival on the Mountain)
- 1997 : Dog's Best Friend (en) (téléfilm)
- 1996 : Le monde de Dave (en) (téléfilm)
- 1996 : Chasing the Dragon (téléfilm)
- 1995 : Demain, un autre jour (téléfilm) (titre original : Visitors of the Night)
- 1995 : VR.5 (série télévisée)
- 1992-1995 : Hearts Afire (en) (série télévisée)
- 1994 : Les Soupçons d'une mère (téléfilm)
- 1993 : Beyond Suspicion (téléfilm)
- 1984-1992 : ''Tribunal de nuit (série télévisée - 153 épisodes)
- 1991 : Une femme traquée (en) (téléfilm)
- 1988 : Tailleur croisé et bas résille (téléfilm) (titre original : Tricks of the Trade)
- 1988 : Meurtre à Atlantic City (téléfilm) (titre original : Glitz)
- 1986 : Triplecross (téléfilm)
- 1984-1985 : Hôtel (série télévisée)
- 1983-1984 : L'Agence tous risques (série télévisée)
- 1984 : Scene of the Crime (série télévisée)
- 1984 : Glitter (série télévisée) (en) (série télévisée)
- 1983-1984 : L'Île fantastique (série télévisée)
- 1983 : Cheers (série télévisée)
- 1982-1983 : La croisière s'amuse (série télévisée)
- 1983 : Matt Houston (série télévisée)
- 1983 : Six Pack (série télévisée)
- 1982 : Une affaire d'enfer (téléfilm) (titre original : Not Just Another Affair)
- 1982 : Massarati and the Brain (téléfilm)
- 1982 : Code Red (série télévisée)
- 1981-1985 : L'Homme qui tombe à pic (série télévisée - 64 épisodes)
- 1981 : La Loi selon McClain (série télévisée)
- 1981 : Simon et Simon (série télévisée)
- 1981 : Ralph Super-héros (série télévisée)
- 1981 : Chronique des années 30 (en) (mini-série télé)
- 1980 : Semi-Tough (série télévisée)
- 1980 : Huit, ça suffit ! (série télévisée)
- 1980 : House Calls (en) (série télévisée)
- 1980 : B.J. and the Bear (série télévisée)
- 1979 : Pour l'amour du risque (série télévisée)
- 1979 : Buck Rogers (série télévisée)
- 1979 : The Lazarus Syndrome (en) (série télévisée)
- 1979 : L'Incroyable Hulk (série télévisée)
- 1979 : Barnaby Jones (série télévisée)
- 1979 : Chips (série télévisée)
- 1978 : Frankie and Annette: The Second Time Around (téléfilm)

## Voix francophones
En France, Céline Monsarrat a été la voix régulière de Markie Post, jusqu'au décès de l'actrice.
En France
| - Céline Monsarrat dans : - L'Homme qui tombe à pic (série télévisée) - Un fiancé pour Noël (téléfilm) - Mon ex-futur mari (téléfilm) - Autant en emporte Noël (téléfilm) - Chicago Police Department (série télévisée) - Quatre Noël et un mariage (téléfilm) - Santa Clarita Diet (série télévisée) - Noël Actually (téléfilm) | - Dorothée Jemma dans (les séries télévisées) : - Destins croisés - Washington Police Et aussi - Francine Lainé dans Buck Rogers (série télévisée) - Catherine Lafond dans Simon et Simon (série télévisée) - Anne Rochant dans L'Homme qui tombe à pic (série télévisée, voix de remplacement) - Michèle Buzynski dans Les Soupçons d'une mère (téléfilm) - Annie Bertin dans Mary à tout prix - Dominique Westberg dans Merci les filles (série télévisée) |

Au Québec
- Marie-Andrée Corneille dans Marie a un je-ne-sais-quoi[7]